# Jens Steffensen
Jens Steffensen (ur. 4 sierpnia 1950 w Jetsmarku) – duński piłkarz występujący na pozycji obrońcy.

## Kariera klubowa
Steffensen karierę rozpoczynał w sezonie 1970 w drugoligowym zespole Aalborg Chang. W 1971 roku przeszedł do pierwszoligowego Aalborg BK. W sezonie 1971 spadł z nim do drugiej ligi, ale w kolejnym awansował z powrotem do pierwszej. W sezonie 1976 zajął z nim 4. miejsce w lidze.
Pod koniec 1976 roku Steffensen przeszedł do niemieckiego Bayeru Uerdingen, grającego w 2. Bundeslidze Nord. Zadebiutował tam 15 stycznia 1977 w wygranym 6:0 meczu z Unionem Solingen. W sezonie 1978/1979 wraz z Bayerem awansował do Bundesligi.
W 1980 roku odszedł do innego pierwszoligowca, Arminii Bielefeld. W jej barwach zadebiutował 16 sierpnia 1980 w przegranym 2:5 pojedynku z 1. FC Köln. Przez dwa sezony w barwach Arminii rozegrał 19 spotkań. W 1982 roku Steffensen wrócił do Aalborga, grającego już w trzeciej lidze. Spędził tam sezon 1982, a potem został graczem pierwszoligowego Ikast FS. Tam grał zaś przez trzy sezony.
Następnie występował w trzecioligowym Hjørring IF, a także pierwszoligowych drużynach Aalborg BK oraz Herfølge BK, gdzie w 1989 roku zakończył karierę.

## Kariera reprezentacyjna
W reprezentacji Danii Steffensen zadebiutował 24 czerwca 1976 w zremisowanym 0:0 meczu Mistrzostw Nordyckich z Norwegią. 7 maja 1980 w wygranym 1:0 pojedynku Mistrzostw Nordyckich ze Szwecją strzelił swojego jedynego gola w kadrze. W latach 1976–1980 w drużynie narodowej rozegrał 9 spotkań.